# Katyńskie osiedle wiejskie
Katyńskie osiedle wiejskie (ros. Катынское сельское поселение) – jednostka administracyjna (osiedle wiejskie) wchodząca w skład rejonu smoleńskiego w оbwodzie smoleńskim w Rosji.
Centrum administracyjnym osiedla wiejskiego jest wieś (ros. село, trb. sieło) typu sieło Katyń.

## Geografia
Powierzchnia osiedla wiejskiego wynosi 19,81 km², a główną rzeką jest Dniepr.

## Historia
Osiedle powstało na mocy uchwały obwodu smoleńskiego z 28 grudnia 2004 r. (z późniejszymi zmianami w uchwale z dnia 29 kwietnia 2006 roku).

## Demografia
W 2010 roku osiedle wiejskie zamieszkiwało 4298 mieszkańców.

## Miejscowości
W skład jednostki administracyjnej wchodzi 28 miejscowości, w tym sieło (Katyń), osiedle (Awtoriemzawod), 2 stacje kolejowe (Stacja Katyń, mijanka Wonlarowo) i 24 wsie (ros. деревня, trb. dieriewnia) (Aleksiejewka, Borok, Budkowo, Gusino, Korobino, Krasnaja Gorka, Krutienkowo, Makrucha, Michajłowka, Kozji Gory, Kuzino, Pancowo, Rożanowo, Sanatorij Borok, Szaforowo, Szkolnyj, Szossiejnyj Dom, Turowo, Własowa Słoboda, Wonlarowo, Woronino, Wysokij Chołm, Zagusinje, Ziebriewica).